# M-matrice
En mathématiques, une M-matrice est une matrice carrée réelle qui est à la fois une P-matrice et une Z-matrice, ce qui signifie que tous ses mineurs principaux sont strictement positifs et que ses éléments extra-diagonaux sont négatifs. D'autres caractérisations peuvent être utilisées, dont certaines sont données ci-dessous. 
Ces matrices interviennent dans l'étude des problèmes de complémentarité linéaire et dans certaines discrétisations d'opérateurs différentiels, en particulier ceux obéissant à un principe du maximum, comme le laplacien.
Cette classe de matrices semble avoir été introduite par Alexander Ostrowski en référence à Hermann Minkowski.

## Définitions
La notion de M-matrice peut se définir de différentes manières, bien sûr équivalentes. On utilise ci-dessous les notions de Z-matrice, de P-matrice et de S-matrice.
M-matrice — On dit qu'une matrice carrée réelle {\displaystyle M\in \mathbb {R} ^{n\times n}} est une M-matrice si c'est une Z-matrice et si l'une des propriétés équivalentes suivantes est vérifiée, équivalentes sous l'hypothèse que {\displaystyle M\in \mathbf {Z} } :
1. {\displaystyle M\in \mathbf {P} },
2. {\displaystyle M\in \mathbf {S} },
3. {\displaystyle M} est inversible et {\displaystyle M^{-1}\geqslant 0} (tous les éléments de son inverse sont positifs),
4. toutes les valeurs propres de {\displaystyle M} ont une partie réelle strictement positive.

On note M l'ensemble des M-matrices d'ordre quelconque. On appelle M-matricité la propriété d'une matrice d'appartenir à M.

## Propriétés

### Algèbre linéaire
Les facteurs LU d'une M-matrice existent et peuvent être calculés de manière stable, sans pivotage. Cette propriété a également lieu pour la factorisation LU incomplète.

### Complémentarité linéaire
Un problème de complémentarité linéaire consiste à trouver un vecteur {\displaystyle x\geqslant 0,} tel que {\displaystyle Mx+q\geqslant 0} et {\displaystyle x^{\!\top \!}(Mx+q)=0.} Dans cette définition, {\displaystyle M\in \mathbb {R} ^{n\times n},} {\displaystyle q\in \mathbb {R} ^{n},} {\displaystyle x^{\!\top \!}} est le transposé de {\displaystyle x} et les inégalités doivent se comprendre composante par composante. Ce problème est parfois noté de manière compacte comme suit
{\displaystyle {\mbox{CL}}(M,q)\qquad 0\leqslant x\perp (Mx+q)\geqslant 0.}
L'ensemble admissible de ce problème est noté
{\displaystyle {\mbox{Adm}}(M,q):=\{x\in \mathbb {R} ^{n}:x\geqslant 0,~Mx+q\geqslant 0\}.}
L'importance des M-matrices dans les problèmes de complémentarité linéaire provient du résultat suivant.
M-matrice et problème de complémentarité linéaire — Pour une matrice {\displaystyle M\in \mathbb {R} ^{n\times n}}, les propriétés suivantes sont équivalentes :
1. {\displaystyle M\in \mathbf {M} },
2. pour tout {\displaystyle q}, {\displaystyle \operatorname {Adm} (M,q)} contient un minimum (pour l'ordre {\displaystyle \leqslant } de {\displaystyle \mathbb {R} ^{n}}) qui est l'unique solution de {\displaystyle \operatorname {CL} (M,q)},
3. pour tous vecteurs {\displaystyle q^{1}\leqslant q^{2}}, les solutions {\displaystyle {\bar {x}}^{i}} de {\displaystyle \operatorname {CL} (M,q^{i})} vérifient {\displaystyle {\bar {x}}^{1}\geqslant {\bar {x}}^{2}}.